# Isla Brown (Washington)
La isla Brown es una isla del archipiélago de las islas San Juan, situadas en el estrecho de Georgia. Pertenecen al Estado de Washington, Estados Unidos. Se encuentra justo frente a la costa de la localidad de Friday Harbor. La isla posee un área de 0.2538 km² y una población de 13 personas, según el censo de 2000.